# Maria von Wedemeyer
Maria von Wedemeyer (née le 23 avril 1924 à Pätzig, arrondissement de Königsberg en Nouvelle-Marche, morte le 16 novembre 1977 à Boston) est une informaticienne allemande, fiancée du résistant allemand au nazisme Dietrich Bonhoeffer et qui vit et meurt aux États-Unis après la Seconde Guerre mondiale.

## Biographie
Maria Friederike von Wedemeyer est la fille du propriétaire terrien neumarkien Hans von Wedemeyer et de son épouse Ruth von Kleist. Sa grand-mère maternelle est Ruth von Kleist-Retzow. D'autres membres de la famille sont issus de familles nobles prussiennes, notamment Bismarck.
Wedemeyer grandit sur le domaine de ses parents à Pätzig, dans la Nouvelle-Marche à l'extrême nord-est de l'Allemagne  actuelle. Elle se fiance le 13 janvier 1943 avec le théologien Dietrich Bonhoeffer, qui a 18 ans de plus qu'elle, auprès de qui son frère aîné se prépare à la confirmation. Sa propre demande lui avait été refusée après examen par Bonhoeffer pour "immaturité". Peu de temps après les fiançailles, Bonhoeffer est arrêté par la Gestapo le 5 avril 1943, accusé de complot d’assassinat contre Adolf Hitler. Il est pendu le 9 avril 1945.
Après la Seconde Guerre mondiale, Wedemeyer étudie les mathématiques à Göttingen et, à partir de 1948, les lettres aux États-Unis, en Pennsylvanie au Bryn Mawr College. Elle obtient sa maîtrise universitaire ès lettres en 1950. Elle travaille d'abord comme statisticienne, puis dans l'industrie informatique chez Sperry Univac, puis chez Honeywell à Boston, où elle occupe des postes à responsabilité. En 1974, elle donne une conférence sur le développement des décompilateurs lors de la conférence de l'Association for Computing Machinery.
En 1949, elle épouse Paul-Werner Schniewind (né en 1923), fils du théologien Julius Schniewind (en). Le couple, qui a deux fils, divorce en 1955. Elle épouse en 1959 le fabricant américain Barton Weller puis se sépare en 1965. Elle décède en 1977 à l’âge de 53 ans au Massachusetts General Hospital de Boston, atteinte d’un cancer.
Certaines  des lettres et les manuscrits de Dietrich Bonhoeffer en sa possession (Von guten Mächten, Jona, Der Tod des Mose, Vergangenheit) sont remis en 1966 à la bibliothèque Houghton de l'université Harvard, qui en a eu les droits jusqu'en 2002.

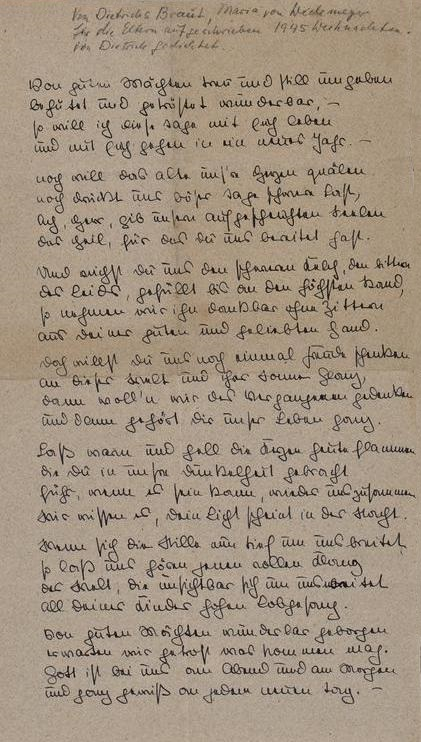
Manuscrit d'un poème de Dietrich Bonhoeffer.

Ce qui fait connaitre Maria von Wedemeyer d'un large public, 15 ans après sa mort, c'est sa correspondance avec Dietrich Bonhoeffer qui est publiée par sa sœur aînée, Ruth-Alice von Bismarck (épouse de Klaus von Bismarck). Wedemeyer en avait déjà publié une sélection en anglais en 1967 sous le titre The other letters from prison dans le journal de théologie américain de l'Union Theological Seminary. Cette correspondance complète entre les deux fiancés est traduite en français en 1998 et publiée à Genève chez Labor et Fides.
L'urne des cendres de Maria von Wedemeyer est enterrée dans la tombe familiale des Wedemeyer à Gernsbach dans le Bade-Wurtemberg. En septembre 2009, une plaque commémorative du sculpteur Andreas Helmling (de) est posée dans la chapelle du cimetière.